# A hívó
A hívó Odegnál Róbert Alfabéta-díjas képregénye, amely 2005-ben jelent meg a Vad Virágok Könyvműhely gondozásában. A kötet a Rév-ciklus első, és megjelenése óta egyetlen darabja, fülszövege szerint "jövőben játszódó sámántörténet".

## Kapcsolódó művek
- Szintén a Rév-univerzumban játszódik az Eduárd képregényújságban megjelent Nekrológ.[2]
- 2013-ban Odegnál Róbert egy 17 perces kisfilmet rendezett a képregényből azonos címmel.[3]